# Roberto Elías
Pour les articles homonymes, voir Elias.
Roberto Elías Millares, né à Lima le 7 juin 1940 et mort le 21 mars 2019, est un footballeur péruvien des années 1960 et 1970.
Jouant au poste de défenseur, il intègre l'une des meilleures lignes défensives du Sporting Cristal de tous les temps avec Eloy Campos, Orlando de la Torre et Fernando Mellán.
Son frère, Guillermo Elías, est l'un des évêques auxiliaires de l'archidiocèse de Lima.

## Biographie
Roberto Tito Elías commence sa carrière au Sporting Cristal en 1960. Il y passe l'essentiel de sa carrière (jusqu'en 1971) période où il remporte trois championnats du Pérou en 1961, 1968 et 1970,,. Avec le Sporting Cristal, il joue quatre éditions de la Copa Libertadores (27 matchs disputés au total).
Il joue également dans d'autres clubs péruviens dont l'Alianza Lima en 1973.
International péruvien, Roberto Elías reçoit 12 sélections entre 1963 et 1969. Il participe notamment au championnat sud-américain de 1963 en Bolivie.

## Palmarès
Sporting Cristal
- Championnat du Pérou (3) :
  - Champion : 1961, 1968 et 1970.